# Кунакунов, Максат Касымжанович
Максат Касымжанович Кунакунов (кирг. Максат Касымжанович Кунакунов; род. 2 января 1981, Фрунзе) — киргизский государственный и политический деятель. Председатель Либерально-прогрессивной партии. Депутат Жогорку Кенеша Кыргызской Республики IV созыва.

## Биография
Максат Кунакунов родился 2 января 1981 года в городе Фрунзе (ныне Бишкек).

### Образование
Имеет высшее экономическое образование. В 2003 году окончил Кыргызско-европейский факультет ИИМОП Кыргызского национального университета, магистр Экономики и Менеджмента. В 2007 году получил диплом по юриспруденции в Кыргызской государственной юридической академии при Правительстве КР.
В 2009 году Кунакунов прошёл программу «Менеджмент международных связей» про повышению квалификации в Дипломатической Академии МИД Российской Федерации.

### Карьера
Свою трудовую деятельность начал в 1997 году директором молодёжно-информационной программы «Мандарин» на КТРК.
С 1999 по 2001 год работал ассистентом в Институте региональных исследований, а с 2002 по 2004 год — главным специалистом Фонда развития экономики при министерстве финансов Кыргызской Республики.
В 2004—2005 годах Максат Кунакунов занимал должность ведущего специалиста по закупкам Международного аэропорта Манас.
С 2006 по 2007 год работал Начальником Управления Государственного агентства по закупкам и материальным резервам при правительстве Кыргызской Республики.

## Политическая деятельность
В 2005 году создал молодёжную партию «Либерально-прогрессивная молодёжь» (современная «Либерально-прогрессивная партия»).
В 2007 году был избран депутатом Жогорку Кенеша Кыргызской Республики IV созыва от партии «Ак Жол». На момент избрания в парламент, Кунакунов стал самым молодым депутатом в истории Кыргызстана. С 2007 по 2009 год занимал должность заместителя председателя Комитета по экономике, бюджету и финансам Жогорку Кенеша. С 2009 года — заместитель депутатской фракции партии «Ак Жол».
За три года депутатской деятельности инициировал 20 законов, в том числе направленных на улучшение инвестиционного климата в Кыргызстане (4 закона); обеспечение прав человека (3 закона); совершенствование деятельности государственных структур (5 законов); улучшение функционирования финансового рынка (3 закона); обеспечение условий для предпринимательской деятельности (5 законов); а также закон «Об основах государственной молодёжной политики».
Являлся председателем Межпарламентской комиссии Жогорку Кенеша Кыргызской Республики и Федерального Собрания Российской Федерации. В рамках деятельности комиссии инициировано дополнительное издание учебников русского языка и литературы, открытие филиала Кыргызско-российского славянского университета в городе Ош, проведение различных культурно-просветительных мероприятий. Организация постоянно действующего форума молодых политиков двух стран.
В 2011 году назначен советником Торага Жогорку Кенеша Кыргызской Республики V созыва.
В 2011—2015 годах был преподавателем Кыргызско-российского славянского университета, факультет международных отношений.

## Взгляды
В своей программе выступает за изменение модели государственного устройства и развития государства, за введение государственной идеологии, за изменение Конституции Кыргызстана.
Что мы имеем: полное разобщение, раздел и раздор в государстве и обществе. Народ разделен на множество партий, не говоря о политическом раздроблении сел, разделены даже семьи. Для разрушения государства и общества созданы идеальные условия. Парламентская республика — суть нескончаемого конфликта и разделение всего на противоборствующие стороны. Расшатана система власти, когда чиновники всех уровней работают не на народ, а на партию или на её лидеров. О государственной дисциплине вопрос даже не ставится.Максат Кунакунов
Владеет киргизским, русским, английским и французским языками.

## Награды
- 2009 — нагрудный знак «Отличник торгово-экономической работы», министерство экономического развития и торговли Кыргызской Республики;
- 2009 — нагрудный знак «Отличник финансово-экономической работы», министерство финансов Кыргызской Республики;
- 2009 — юбилейная медаль «70 лет Жогорку Кенешу Кыргызской Республики»;
- 2010 — нагрудный знак «За отличие в службе».